# Vang (Innlandet)
Pour les articles homonymes, voir Vang.
Vang est une kommune de Norvège. Elle est située dans le comté d'Innlandet et appartient au district de Valdres. La plupart des habitants vivent dans les villages de Ryfoss, Vang, Øye et Tyinkrysset.

## Géographie

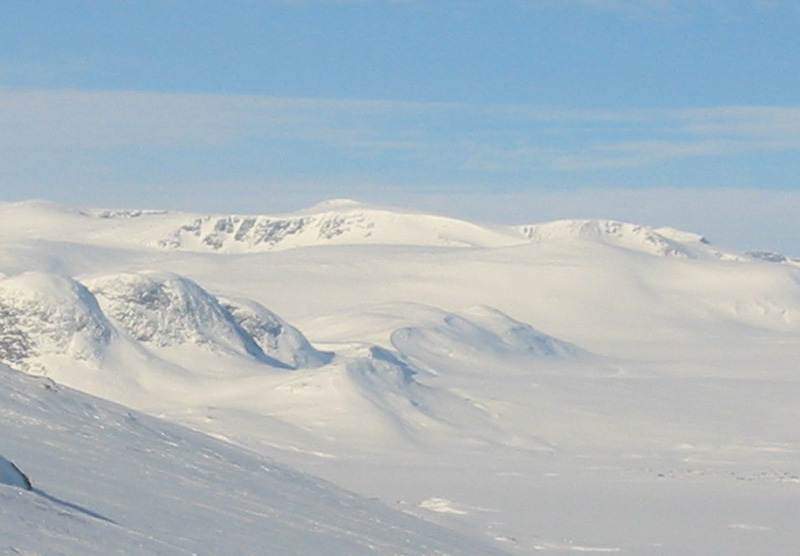
Le sommet Rasletind

Le massif de montagne de Filefjell se situe à l'ouest de la commune tandis que celui du Jotunheimen se situe au nord.
Le point culminant de la commune est le sommet de Vestre Kalvehøgde qui se situe à 2 208 m. Le second sommet, celui de Rasletind est à 2 105 m. Les deux sommets jouxtent la commune de Vågå et appartiennent au massif du Gudbrandsdalen, tout comme le troisième sommet de la commune, celui de Ranastongi qui s'élève à 1 900 m. Autre sommet connu, celui de Bitihorn (1 607 m) qui jouxte la commune de Øystre Slidre.
La commune compte plusieurs lacs dont les plus importants sont ceux de Tyin, Sulevatnet, Nørdre Syndin, Vangsmjøse, Øyangen (qui s'étend sur les communes de Vestre Slidre et Øystre Slidre), Bygdin, Helin, Vinstre, Steinbusjøen et Fleinsendin.
La commune s'étend sur 56 km du nord au sud et sur 47,3 km de l'ouest à l'est ; 88 % de la commune a une altitude supérieure à 900 m, 13 % de la commune est composé de lacs et rivières. Le point le plus bas de la commune est à 363 m d'altitude, là où la rivière Begna se jette dans le lac Slidrefjorden.

## Histoire
Vang, comme le district de Valdres, fut habité par des immigrants du Vestlandet. En 1153, le district fut inclus à l'évêché de Stavanger sur ordre du pape Adrien IV.
En 1368, le roi Håkon VI dû trancher un conflit sur le lieu où était située exactement l'ancienne église en bois debout de Vang. Ce conflit fut réglé par la pause d'une borne qui existe toujours aujourd'hui.

## Écoles
La commune compte trois écoles primaires : à Vang, Høre et Øyeainsi qu'un collège à Vang.

## Monuments historiques et lieux touristiques
- Stavkirke d'Øye (construite vers 1150–1200)
- Stavkirke d'Høre (1180)
- Pierre runique de Vang
- Moulin à rodet Leinekvernene situé au nord du lac Vangsmjøse
- Chute d'eau de Ryfossen

## Notes et références

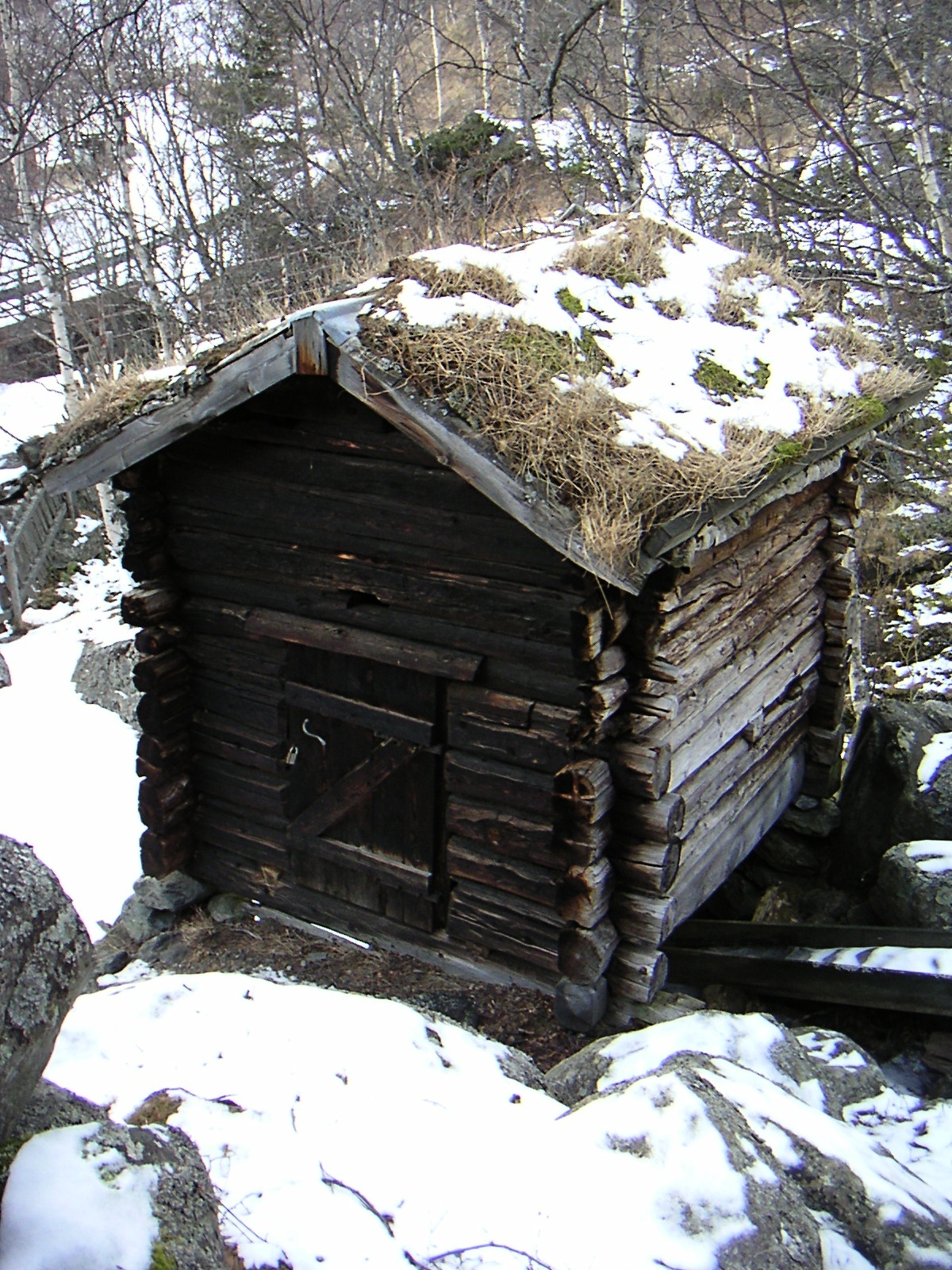
Le moulin à rodet de Vang